# Église Notre-Dame de Champ-le-Duc
L’église de l'Assomption-de-Notre-Dame de Champ-le-Duc est un édifice de style roman construite au XIIe siècle (peut-être au XIe siècle mais sans aucune preuve) sur le site d'une prétendue villa du IXe siècle dont on attribue la fondation à l'empereur Charlemagne lui-même, qui aurait eu l'habitude de venir chasser dans les environs. L'église a connu plusieurs restaurations, au XVIIIe siècle surtout, après la Seconde Guerre mondiale, puis à la fin du XXe siècle à la suite d'un incendie. L'édifice fait l’objet d’un classement au titre des monuments historiques depuis le 7 mars 1908.
L'orgue, attribué à Nicolas Dupont, construit en 1781, puis transformé par Jacquot Jeanpierre en 1871 a été classé au titre objet des monuments historiques (pour sa partie instrumentale) le 6 décembre 1965,.

## Histoire
Construite vraisemblablement dans le 3e quart du XIIe siècle, l'église est une des premières et la plus importante de la vallée de la Vologne, tout comme le village qui l'entoure, puisqu'il préexistait à la ville de Bruyères. Il était le cœur d'une paroisse qui a compté jusqu'à 34 villages ou communautés et 7 églises annexes ou succursales. Son importance vient également de ce qu'elle fut accordée par le pape comme principauté ecclésiastique à Jean-Claude Sommier, archevêque de Césarée.

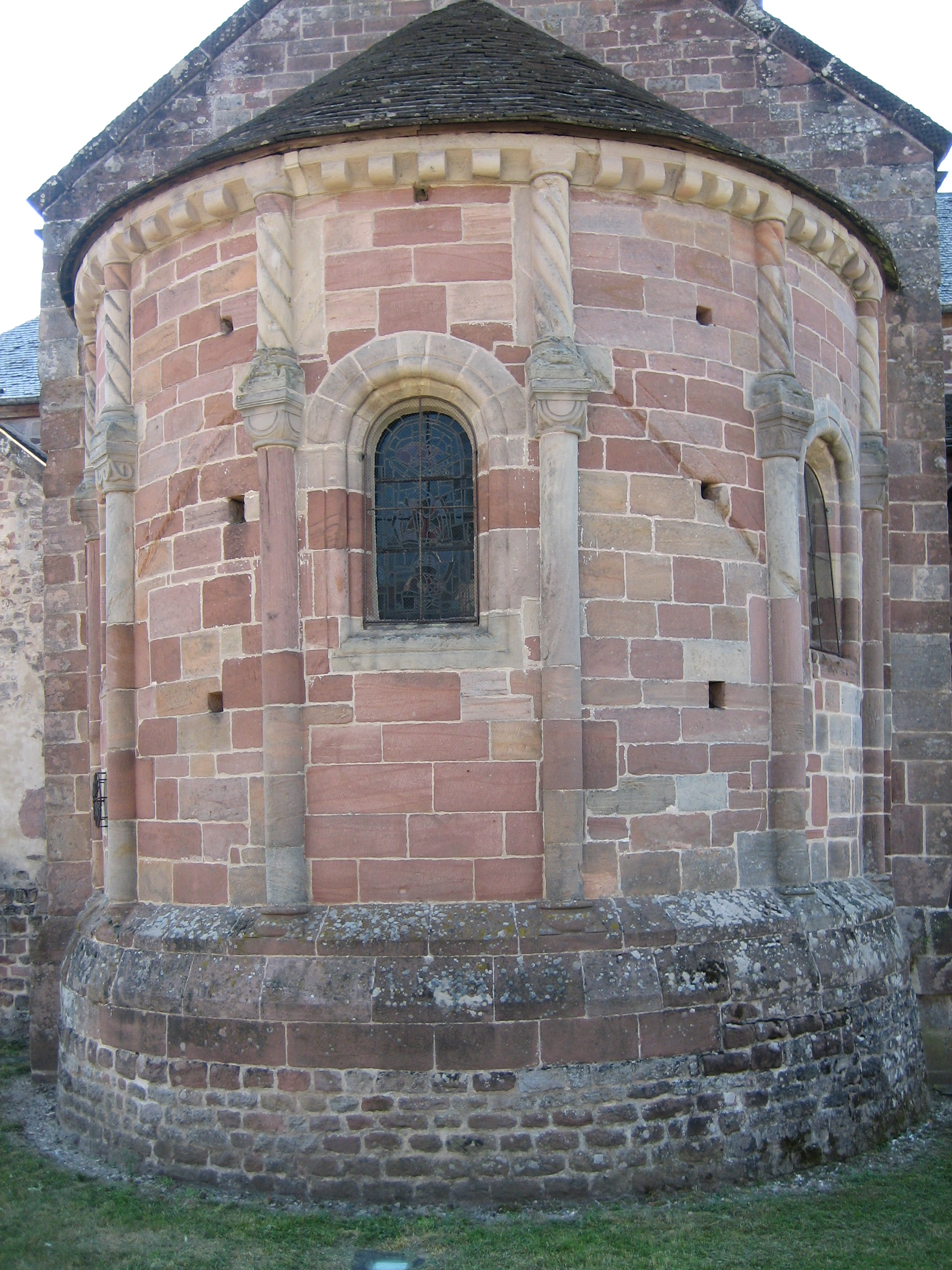
Le chevet.
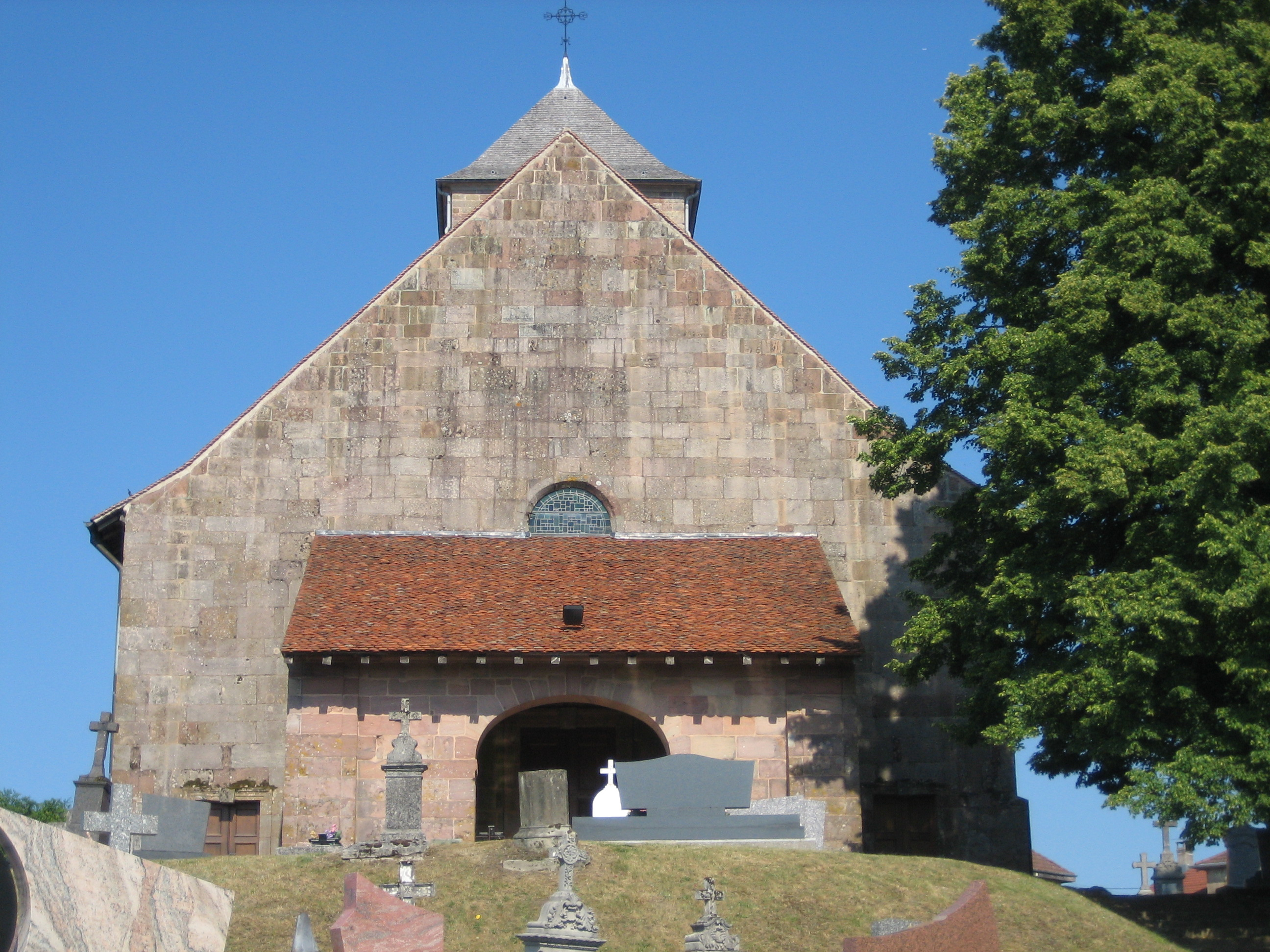
La façade et son porche moderne à arc en anse de panier.
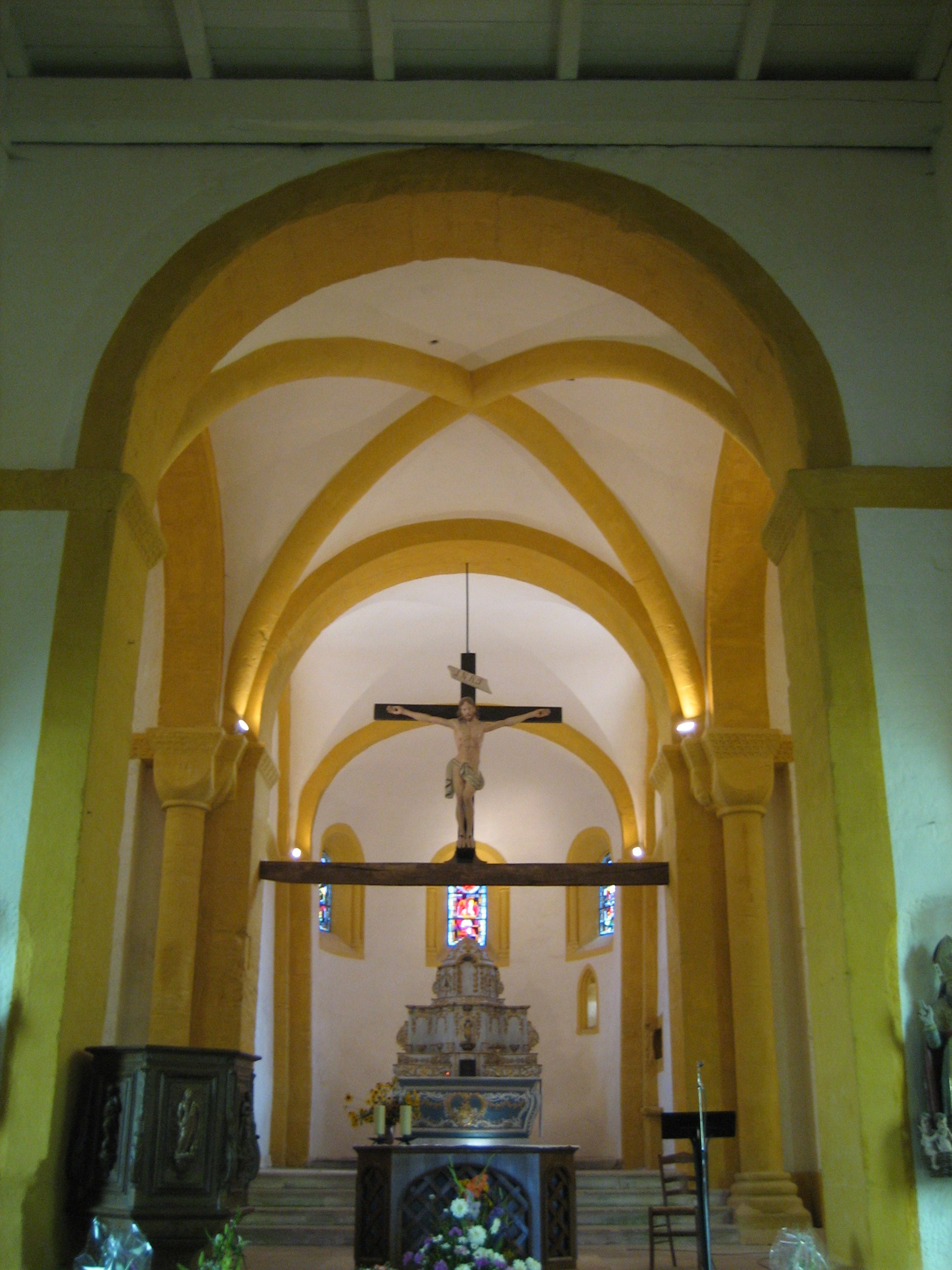
Le chœur rénové.
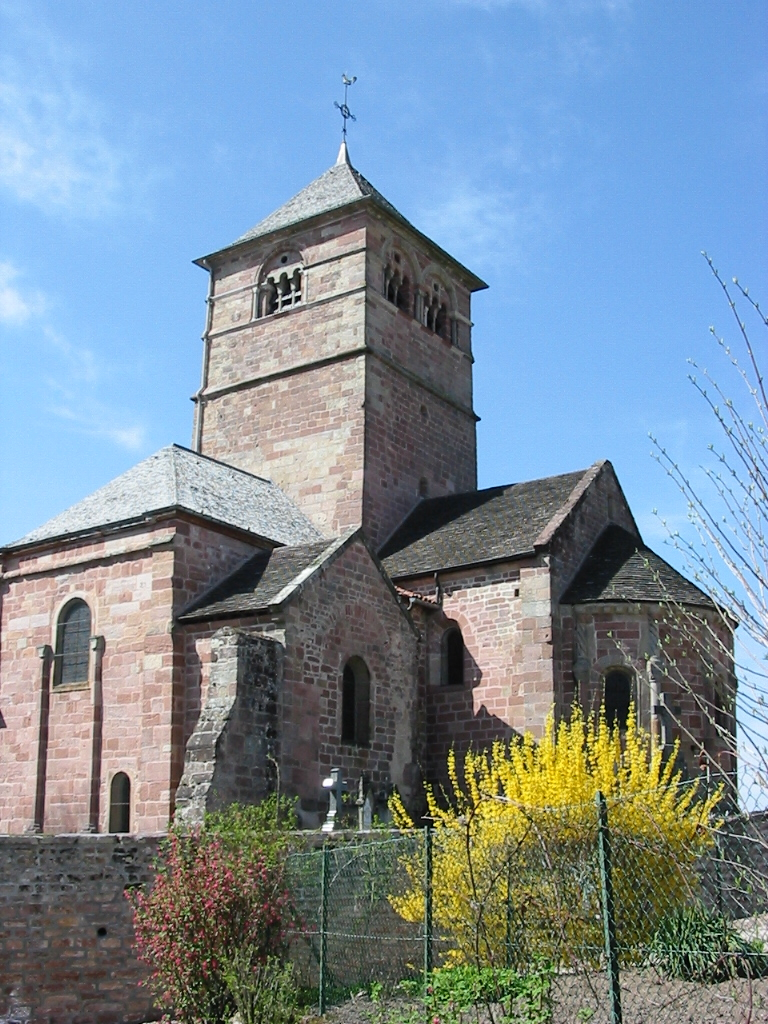
Vue d'ensemble.

## Architecture
Voir page Champ-le-Duc

## Liste de curés de Champ-le-Duc
- Jean Perpignan
- Jean Genaz (mai 1676- janvier 1694)
- Jean Philbert Estienne (janvier 1694-15 mars 1696)
- Jean-Claude Sommier (27 mars 1696-1737)
- Claude Joseph, baron de La Marre (1737-1756)
- Charles Melchior Mathiot (1756-1772)
- Lambert Flageollet (1772-1782)
- Dominique de Saint-Privé (1782-1797)
- Lucien Foucher
- René Simon (1910-1923)
- Albert Mercier (1925-1945)
- Villaume
- Pierre Delagoutte

## Mobilier
L'église abrite du mobilier protégé au titre des monuments historiques remontant principalement au XVIIIe siècle, en particulier l'orgue de tribune de 1781 de Nicolas Dupont, restauré en 1990 par Bernard Dargassies et qui fait l'objet d'un classement monument historique au titre objet depuis le 6 décembre 1965 (partie instrumentale) et le 9 juillet 1975 (buffet).
L'autel tombeau en forme de console pleine orné au centre d'un médaillon et le tabernacle, qui datent du XVIIIe siècle, font l'objet d'un classement au titre immeuble depuis 1840.
Les fonts baptismaux du XVIe siècle font l’objet d’un classement au titre objet des monuments historiques depuis le 7 mars 1908.